# Han Andi
Han Andi, född 94, död 125 e.Kr, var en kinesisk monark. Han var kejsare av Handynastin 106 - 125 e.Kr.